# Elecciones presidenciales de Colombia de 1861
Las elecciones presidenciales de la Condeferación Granadina de 1861 (actual Colombia) se efectuaron conforme a lo dispuesto por las constituciones de 1853 y 1858.Conforme a estas cartas, el presidente de la Nueva Granada (1857) y el de la Confederación Granadina serían elegidos mediante voto directo. 

## Contexto político
En los comicios del año 1857 se eligió como presidente a Mariano Ospina Rodríguez, con el volcamiento de la balanza política al Partido Conservador, de forma tal que en 1858 su mayoría legislativa redactó la constitución de la Confederación Granadina. En desconocimiento del gobierno de Ospina, en 1860 Tomás Cipriano de Mosquera encabezó una guerra civil apoyada por los liberales.

## La elección presidencial
En contexto se dio una elección presidencial con candidatos apoyados por facciones del conservatismo: el dirigente caucano Julio Arboleda y el general y expresidente de la Nueva Granada Pedro Alcántara Herrán. Así mismo Arboleda ganó las votaciones con casi el doble de votos sobre su contrincante y asumió el poder hasta el 10 de junio de 1861. Sin embargo, su mandato sólo duró un mes, al ser depuesto por Tomás Cipriano de Mosquera en el triunfo del levantamiento liberal.

### Resultados
|  | Candidato a presidente | Partido o movimiento | Votos  |
|  | ---------------------- | -------------------- | ------ |
|  | Julio Arboleda Pombo   | Conservador          | 58.506 |
|  | Pedro Alcántara Herrán | Conservador          | 21.390 |

### Presidentes en 1861
| Presidente                 | Partido o movimiento | Periodo                                            |
| -------------------------- | -------------------- | -------------------------------------------------- |
| Mariano Ospina Rodríguez   | Conservador          | 22 de mayo de 1858 hasta el 1 de abril de 1861     |
| Bartolomé Calvo            | Conservador          | 1 de abril de 1861 hasta el 10 de junio de 1861    |
| Julio Arboleda Pombo       | Conservador          | 10 de junio de 1861 hasta el 18 de julio de 1861   |
| Tomás Cipriano de Mosquera | Liberal              | 18 de julio de 1861 hasta el 10 de febrero de 1863 |

### Cambios al sistema electoral
Tras la sanción de la constitución de 1863 el presidente de los Estados Unidos de Colombia (elecciones entre 1864 y 1886) fue elegido con un sistema por el cual cada estado tenía un voto, siendo nueve los votos válidos en total.